# Tomas Vandamme
Tomas Vandamme (ca. 1997) is een Belgisch krachtballer.

## Levensloop
Vandamme is actief bij KRB Jabbeke. Met deze club werd hij in seizoen 2021-'22 landskampioen en won hij de Beker van België. Daarnaast werd hij zowel in 2022 als 2023 verkozen tot Speler van het Jaar.